# Coincya wrightii
Espèce
Coincya wrightii est une espèce de plante de la famille des Brassicaceae et du genre Coincya.

## Description
Coincya wrightii est une plante herbacée bisannuelle ou vivace à vie courte. La tige atteint 1,3 mètre de haut, est pubescente, à poils apprimés. Les feuilles sont pennatides-lyrées, atteignent environ 45 cm de longueur et 13 cm de largeur, sont pubescentes à poils ascendants. Les tiges florales dressées sont ramifiées, ligneuses en dessous chez les plantes plus âgées. L'inflorescence est lâche en grappes, avec généralement moins de 10 fleurs s'ouvrant simultanément. Les pétales sont grandes, jusqu'à 9 mm de diamètre et 10,5 mm de long, avec une griffe de 9,5 mm ; les pétales et les nervures des pétales sont jaunes. Les sépales mesurent jusqu'à 8 mm de long, sont dressés jusqu'après l'anthèse, pubescents, jaunes, à nervures jaune-vert. La racine pivotante est fine pour sa longueur. La plante a une odeur forte, semblable à celle du chou.
Bien qu'il fasse partie de la famille des choux, son goût est désagréable : il est décrit comme "l'essence triplement distillée du chou de Bruxelles".

## Répartition
Coincya wrightii est endémique de l'île de Lundy, dans la mer Celtique, au sud-ouest du Royaume-Uni. Elle est présente uniquement sur les falaises et les pentes orientales de l'île.

## Parasites
La fleur a pour parasite Gephyraulus raphanistri. La feuille a pour parasite Ceutorhynchus chalybaeus. Le collet a pour parasite Plasmodiophora brassicae. La tige a pour parasites Psylliodes napi (en) et Psylliodes luridipennis (en).
Le coléoptère Psylliodes luridipennis est également endémique de Lundy.
Coincya wrightii doit être protégée de l'envahissement de la plante Rhododendron ponticum.

## Classification
Le nom valide complet (avec auteur) de ce taxon est Coincya wrightii (O.E.Schulz) Stace, 1989.
La première description est de Schulz sous le nom de Brassicella wrightii.
Coincya wrightii a pour synonymes :
- Brassica wrightii (O.E.Schulz) Sikka
- Brassicella wrightii O.E.Schulz
- Hutera wrightii (O.E.Schulz) Gómez-Campo
- Rhynchosinapis cheiranthos subsp. wrightii (O.E.Schulz) Malag.
- Rhynchosinapis wrightii (O.E.Schulz) Dandy
- Rhynchosinapis wrightii (O.E.Schulz) Dandy ex Clapham et al.